# 宝塚市立高司小学校
宝塚市立高司小学校（たからづかしりつ たかつかさしょうがっこう）は、兵庫県宝塚市高司4丁目に所在する公立小学校。

## 沿革
- 1980年（昭和55年）4月1日 - 宝塚市立末成小学校、宝塚市立良元小学校、宝塚市立仁川小学校から分離して開校

## 通学区域
- 大吹町、美幸町、駒の町、新明和町(1番)、高司1丁目(4番～13番)、高司2丁目～5丁目[1]

※卒業後は基本的に宝塚市立高司中学校に進学する。

## 通学区域が隣接している学校
- 宝塚市立仁川小学校
- 宝塚市立良元小学校
- 宝塚市立光明小学校
- 宝塚市立末成小学校
- 伊丹市立池尻小学校
- 西宮市立段上小学校